# ヨネッティー王禅寺
ヨネッティー王禅寺（ヨネッティーおうぜんじ）は、神奈川県川崎市麻生区王禅寺1321番地にある川崎市立の施設。川崎市のごみ処理場「王禅寺処理センター」の余熱利用施設である。温水プール、トレーニングルームと老人休養施設が整備されている。株式会社東急スポーツオアシス・株式会社東急コミュニティー共同事業体が運営する。

## 概要
ヨネッティー王禅寺は、隣接するごみ焼却施設「王禅寺処理センター」の余熱を有効利用している。「ヨネッティー」の名称は「余熱」から。
1990年（平成2年）5月にオープン。
2014年3月までは、株式会社 明治スポーツプラザが指定管理者業務を行っていた。
主な施設
- 室内温水プール
- トレーニングルーム
- 老人休養施設

## 交通アクセス
新百合ヶ丘駅からバス約10分。最寄りバス停留所は「田園調布学園大学前」（徒歩1分）。
鉄道駅から離れているため、以下の駅からも路線バスが出ている。
- 川崎市バス
  - 武蔵溝ノ口駅・溝の口駅 - 新百合ヶ丘駅（溝11）
  - 生田駅 - 宮前平駅（生01）
  - 柿生駅 - 鷲ヶ峰営業所前（柿04）
- 小田急バス
  - 新百合ヶ丘駅 - 田園調布学園大学（新19・新20）
  - 新百合ヶ丘駅 - たまプラーザ駅（新25）
- 東急バス
  - あざみ野駅 - 田園調布学園大学キャンパス（あ29）

自家用車の場合は、尻手黒川道路「ヨネッティー前交差点」。駐車場（地上・地下）あり。

## 周辺
- 田園調布学園大学
- いなげや 新ゆりヨネッティー王禅寺前店

## 横浜市営地下鉄ブルーライン延伸計画
2020年1月21日、横浜市営地下鉄ブルーラインの延伸計画（あざみ野 - 新百合ヶ丘間）の予定ルートと駅位置が発表。川崎市内ではヨネッティー王禅寺付近に新駅が建設予定と発表された。計画によれば、ヨネッティー王禅寺は路線バスなどの結節点としても位置づけられ、川崎北部の公共交通ネットワーク拠点としての機能強化も謳われている。